# Étoile-Saint-Cyrice
Étoile-Saint-Cyrice [etwal sɛ̃ siʁis] ist eine französische Gemeinde im Département Hautes-Alpes in der Region Provence-Alpes-Côte d’Azur. Sie gehört zum Arrondissement Gap und zum Kanton Serres.

## Geographie
Sie ist rund 19 Kilometer von Laragne-Montéglin entfernt und liegt an der Grenze zum benachbarten Département Drôme in der Region Auvergne-Rhône-Alpes. Sie grenzt an folgende Gemeinden:
- im Nordwesten an Montjay,
- im Nordosten an Chanousse,
- im Osten an Orpierre,
- im Südosten an Sainte-Colombe,
- im Südwesten an Laborel (Département Drôme),
- im Westen an Villebois-les-Pins (Département Drôme).

## Geschichte
Die Gemeinde wurde am 1. Januar 1969 aus den ehemaligen Gemeinden Étoile-le-Château und Saint-Cyrice gebildet. Saint-Cyrice war am 14. Januar 1944 von der Gestapo zerstört worden, nur die Kirche und das Rathaus (Mairie) blieben verschont.

## Bevölkerungsentwicklung
| Jahr      | 1962 | 1968 | 1975 | 1982 | 1990 | 1999 | 2008 | 2012 |
| --------- | ---- | ---- | ---- | ---- | ---- | ---- | ---- | ---- |
| Einwohner | 36   | 39   | 29   | 20   | 28   | 31   | 35   | 32   |

## Sehenswürdigkeiten
- Kirche Saint-Antoine
- Kirche Saint-Cyrice, erbaut im 11./12. Jahrhundert, Monument historique

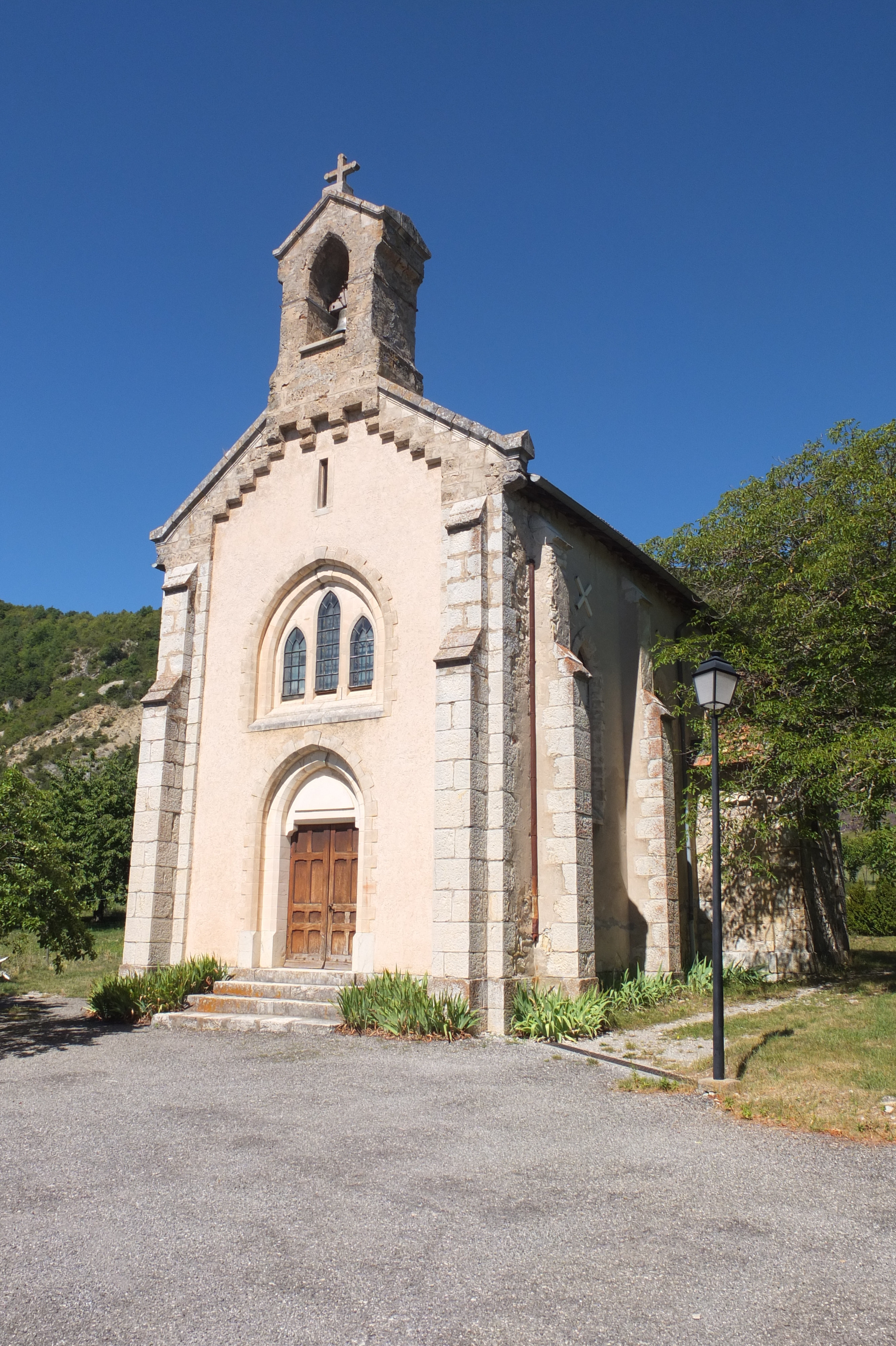
Kirche Saint-Antoine
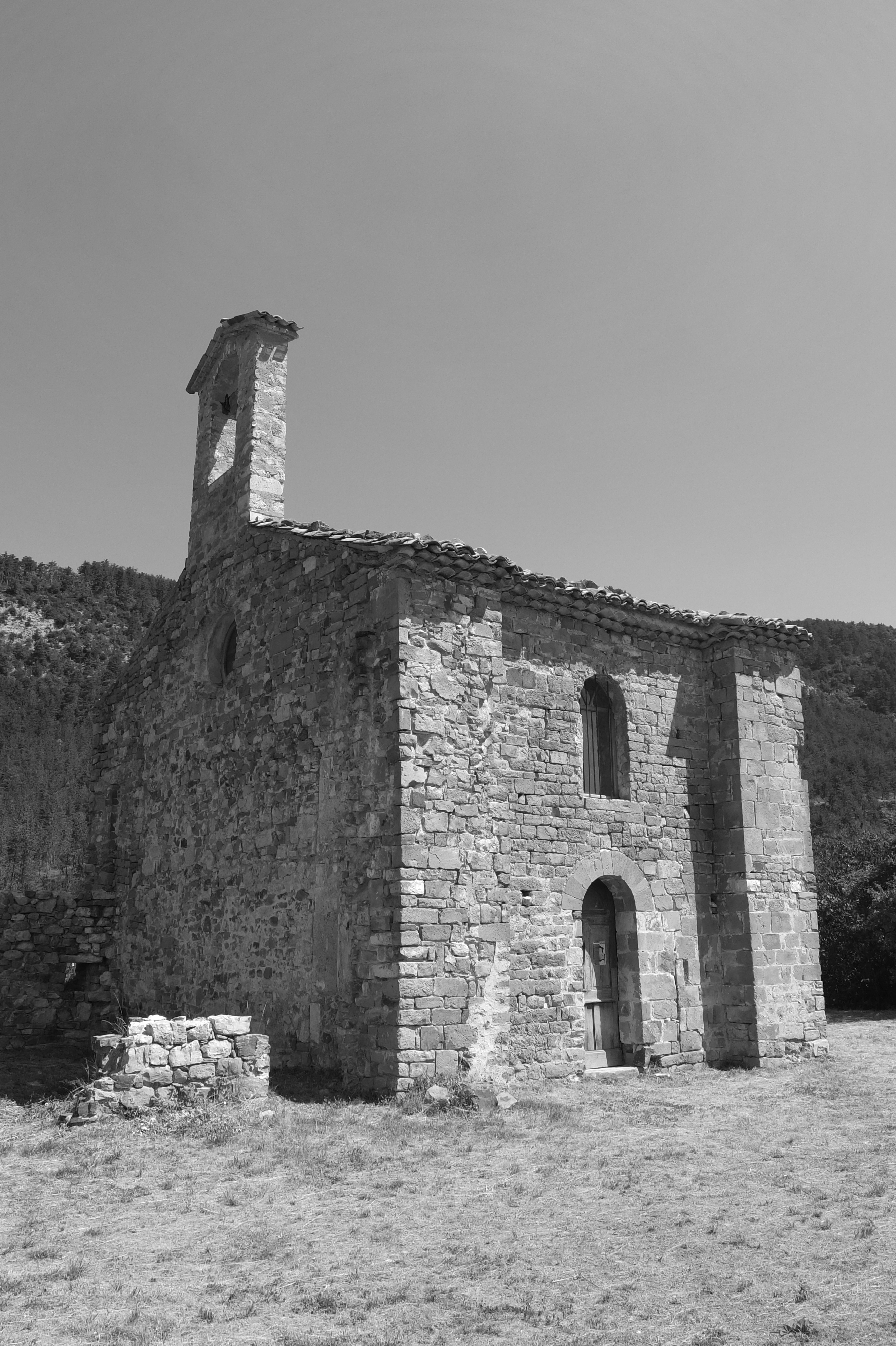
Kapelle Saint-Cyrice